# Novo Celje
Novo Celje je naselje u slovenskoj Općini Žalecu. Novo Celje se nalazi u pokrajini Štajerskoj i statističkoj regiji Savinjskoj. 

## Stanovništvo
Prema popisu stanovništva iz 2002. godine naselje je imalo 13 stanovnika.